# Amazon Women on the Moon
Amazon Women on the Moon is een Amerikaanse satirische ensemblefilm uit 1987 die de ervaring parodieert van het kijken naar lowbudgetfilms op televisie. De film bestaat uit 21  sketches onder regie van vijf verschillende regisseurs: Joe Dante, Carl Gottlieb, Peter Horton, John Landis en Robert K. Weiss.
De titel Amazon Women on the Moon verwijst naar de centrale film-in-een-film: een parodie op sciencefictionfilms uit de jaren vijftig, sterk geïnspireerd door Queen of Outer Space (1958) met in de hoofdrol Zsa Zsa Gabor. Die film recycleert zelf elementen uit eerdere sciencefictionfilms zoals Cat-Women of the Moon (1953), Fire Maidens from Outer Space (1955) en Forbidden Planet (1956).

## Verhaal
De fictieve Amerikaanse televisiezender WIDB-TV kampt met technische problemen tijdens de uitzending van de sciencefictionklassieker Amazon Women on the Moon, een B-film uit de jaren 50. In afwachting van de hervatting van de film begint een kijker die zelf niet in beeld komt te zappen, waarbij de sketches de programma's van de verschillende kanalen weergeven. De kijker keert af en toe terug naar WIDB-TV, waar Amazon Women on the Moon verder wordt uitgezonden totdat er weer een storing optreedt.

### De sketches
"Mondo Condo" (regie John Landis)
Arsenio Hall als een man die een reeks ongelukken meemaakt in zijn appartement voordat hij door een raam valt.
"Pethouse Video" (regie Carl Gottlieb)
Monique Gabrielle als een model dat haar dagelijkse routine in Laguna Beach (Californië) volledig naakt uitvoert zonder enige aandacht te trekken.
"Murray in Videoland" (regie Robert K. Weiss)
Lou Jacobi als een man genaamd Murray die via een elektrische schok in de televisie wordt gezogen en door films zoals King Kong dwaalt en in andere sketches verschijnt, waaronder de videoclip van Huey Lewis and the News voor "If This Is It", waarbij hij zijn vrouw om hulp schreeuwt.
"Hospital" (regie Landis)
Michelle Pfeiffer en Peter Horton als een stel dat te maken heeft met een excentrieke dokter (Griffin Dunne) die hun baby is kwijtgespeeld en hen probeert voor de gek te houden met een Mr. Potato Head en een handpop.
"Hairlooming" (regie Joe Dante)
Joe Pantoliano als Sy Swerdlow, die een advertentie presenteert voor zijn dienst waarbij tapijt aan mannenhoofden wordt vastgemaakt om verloren haar te vervangen, een parodie op de Hair Club for Men-advertenties van Sy Sperling.
"Amazon Women on the Moon" (regie Weiss)
Sybil Danning als Koningin Lara en Steve Forrest als kapitein Nelson nemen het op de maan op tegen exploderende vulkanen en mensenetende spinnen.
"Blacks Without Soul" (regie Landis)
David Alan Grier als "Don 'No Soul' Simmons" en B.B. King als zichzelf in een publieke oproep voor "zwarten zonder ziel". Simmons verschijnt later in een reclame voor een verzamel-cd met flauwe liefdesliedjes, waarmee hij "een persoonlijke beproeving in een platencarrière verandert".
"Two I.D.s" (regie Peter Horton)
Rosanna Arquette als een vrouw die haar blind date (Steve Guttenberg) om identificatie vraagt en een rapport opstelt dat intieme details over zijn liefdesleven onthult.
"Bullshit or Not" (regie Dante)
Henry Silva als presentator van Bullshit or Not?, een parodie op Ripley's Believe It or Not! met Jack Palance en In Search of.... Silva stelt dat Jack the Ripper eigenlijk het Monster van Loch Ness was.
"Critics' Corner" (regie Dante)
Archie Hahn als Harvey Pitnik, een man die overlijdt aan een hartaanval na het zien van een vernietigende recensie van zijn leven door filmcritici Roger Barkley en Al Lohman (een parodie op Gene Siskel en Roger Ebert).
"Roast Your Loved One" (regie Dante)
Harvey Pitnik (Archie Hahn) wordt op zijn begrafenis afgekraakt door Steve Allen, Henny Youngman, Slappy White, Charlie Callas, Jackie Vernon, Rip Taylor en zelfs zijn eigen vrouw.
"Video Pirates" (regie Weiss)
William Marshall als de leider van een piratenbende, die een schip overvallen dat talloze videobanden en laserdisks vervoert en deze illegaal smokkelen.
"Son of the Invisible Man" (regie Gottlieb)
Ed Begley Jr. als de zoon van de onzichtbare man die gelooft dat hij de formule van zijn vader heeft ontdekt, maar in werkelijkheid volledig zichtbaar is. Wanneer hij naakt de pub bezoekt, wordt hij gearresteerd wegens openbare zedenschennis.
"Art Sale" (regie Gottlieb)
John Ingle als de directeur van een kunstmuseum waarvan het huurcontract is stopgezet en daardoor zijn complete collectie, inclusief de Mona Lisa en de Amerikaanse Onafhankelijkheidsverklaring, tegen uitverkoopprijzen moet verkopen.
"First Lady of the Evening" (regie Weiss)
Angel Tompkins in een trailer voor een film gebaseerd op een stationsroman waarin de First Lady een voormalige hoer is.
"Titan Man" (regie Weiss)
Matt Adler als een verlegen tiener die condooms probeert te kopen bij een apotheek in de buurt en in het middelpunt van de belangstelling komt te staan omdat hij de miljardste klant is van de condoomfabrikant.
"Video Date" (regie Landis)
Marc McClure als een man die een gepersonaliseerde datevideo huurt waarin zijn date (Corrine Wahl) hem het hof maakt met zijn naam en vervolgens wordt neergeschoten door zijn vriend (Andrew Dice Clay), die het pistool op zichzelf richt. De politie arriveert bij het huis van de man en arresteert hem.
"Reckless Youth" (regie Dante)
Carrie Fisher en Paul Bartel in een zwart-witvoorlichtingsfilm die waarschuwt voor de gevaren van seksueel overdraagbare aandoeningen.

### Alternatieve versies
Speciaal voor de uitzending van de film op televisie werd een alternatieve versie van de sketch "Pethouse Video" gefilmd met Monique Gabrielle in lingerie in plaats van naakt. De meeste Europese televisie-uitzendingen van de film behielden echter de originele bioscoopversie.
De dvd-uitgave bevat een niet eerder uitgebrachte sketch getiteld "The Unknown Soldier", met Robert Loggia, Ronny Cox, Bernie Casey en Wallace Langham. Sommige televisie-uitzendingen van de film bevatten de sketches "Peter Pan Theater" en "The French Ventriloquist's Dummy", die niet in de bioscoopversie te zien waren.

## Rolverdeling
| Acteur                | Personage                         | Sketch                       |
| --------------------- | --------------------------------- | ---------------------------- |
| Arsenio Hall          | Apartment Victim                  | Mondo Condo                  |
| Donald F. Muhich      | Easterbrook                       | Pethouse Video               |
| Monique Gabrielle     | Taryn Steele                      | Pethouse Video               |
| Lou Jacobi            | Murray                            | Murray in Videoland          |
| Erica Yohn            | Selma                             | Murray in Videoland          |
| Debby Davison         | Weatherperson                     | Murray in Videoland          |
| Rob Krausz            | Floor Manager                     | Murray in Videoland          |
| Phil Hartman          | Baseball Announcer                | Murray in Videoland          |
| Corey Burton          | Anchorman                         | Murray in Videoland          |
| Michelle Pfeiffer     | Brenda Landers                    | Hospital                     |
| Peter Horton          | Harry Landers                     | Hospital                     |
| Griffin Dunne         | Dr. Raymond                       | Hospital                     |
| Brian Ann Zoccola     | Nurse                             | Hospital                     |
| Joe Pantoliano        | Sy Swerdlow                       | Hairlooming                  |
| Stanley Brock         | Customer                          | Hairlooming                  |
| Corey Burton          | TV Announcer                      | Amazon Women on the Moon     |
| Steve Forrest         | Captain Steve Nelson              | Amazon Women on the Moon     |
| Robert Colbert        | "Blackie"                         | Amazon Women on the Moon     |
| Joey Travolta         | Butch                             | Amazon Women on the Moon     |
| Forrest J Ackerman    | US President                      | Amazon Women on the Moon     |
| Sybil Danning         | Queen Lara                        | Amazon Women on the Moon     |
| Lana Clarkson         | Alpha Beta                        | Amazon Women on the Moon     |
| Lyle Talbot           | Prescott Townsend                 | Amazon Women on the Moon     |
| David Alan Grier      | Don "No Soul" Simmons             | Blacks Without Soul          |
| B.B. King             | zichzelf                          | Blacks Without Soul          |
| William Bryant        | Male Republican (als Bill Bryant) | Blacks Without Soul          |
| Roxie Roker           | Female Republican                 | Blacks Without Soul          |
| Le Tari               | Pimp                              | Blacks Without Soul          |
| Christopher Broughton | Fan Club President                | Blacks Without Soul          |
| Rosanna Arquette      | Karen                             | Two I.D.s                    |
| Steve Guttenberg      | Jerry                             | Two I.D.s                    |
| Henry Silva           | zichzelf                          | Bullshit or Not              |
| Sarah Lilly           | Prostitute                        | Bullshit or Not              |
| Roger Barkley         | Herbert (als Barkley)             | Critics' Corner              |
| Al Lohman             | Frankel (als Lohman)              | Critics' Corner              |
| Archie Hahn           | Harvey Pitnik                     | Critics' Corner              |
| Belinda Balaski       | Bernice Pitnik                    | Critics' Corner              |
| Justin Benham         | Pitnik Boy                        | Critics' Corner              |
| Erica Gayle           | Pitnik Girl                       | Critics' Corner              |
| Corey Burton          | Announcer                         | Silly Pâté                   |
| T.K. Carter           | Host                              | Silly Pâté                   |
| Phil Proctor          | Mike                              | Silly Pâté                   |
| Ira Newborn           | Fred                              | Silly Pâté                   |
| Karen Montgomery      | Karen                             | Silly Pâté                   |
| Archie Hahn           | Harvey Pitnik                     | Roast Your Loved One         |
| Belinda Balaski       | Bernice Pitnik                    | Roast Your Loved One         |
| Justin Benham         | Pitnik Boy                        | Roast Your Loved One         |
| Erica Gayle           | Pitnik Girl                       | Roast Your Loved One         |
| Bryan Cranston        | Paramedic #1                      | Roast Your Loved One         |
| Robert Picardo        | Rick Raddnitz                     | Roast Your Loved One         |
| Rip Taylor            | zichzelf                          | Roast Your Loved One         |
| Slappy White          | zichzelf                          | Roast Your Loved One         |
| Jackie Vernon         | zichzelf                          | Roast Your Loved One         |
| Henny Youngman        | zichzelf                          | Roast Your Loved One         |
| Charlie Callas        | zichzelf                          | Roast Your Loved One         |
| Steve Allen           | zichzelf                          | Roast Your Loved One         |
| William Marshall      | Pirate Captain                    | Video Pirates                |
| Tino Insana           | Mr. Sylvio                        | Video Pirates                |
| Donald Gibb           | Graceless Pirate                  | Video Pirates                |
| Frank Collison        | Grizzled Pirate                   | Video Pirates                |
| Bill Taylor           | Gruesome Pirate                   | Video Pirates                |
| Ed Begley Jr.         | Griffin                           | Son of the Invisible Man     |
| Chuck Lafont          | Trent                             | Son of the Invisible Man     |
| Pamla Vale            | Woman In Pub                      | Son of the Invisible Man     |
| Larry Hankin          | Man In Pub                        | Son of the Invisible Man     |
| Garry Goodrow         | Checker Player                    | Son of the Invisible Man     |
| Roger La Page         | London Bobby                      | Son of the Invisible Man     |
| Dick Miller           | Danny Clayton, The Ventriloquist  | French Ventriloquist's Dummy |
| Phil Bruns            | Danny's Manager                   | French Ventriloquist's Dummy |
| Martin Goslins        | The French Ventriloquist          | French Ventriloquist's Dummy |
| John Ingle            | Felix Van Dam                     | Art Sale                     |
| Angel Tompkins        | First Lady                        | First Lady of the Evening    |
| Terry McGovern        | Salesman                          | First Lady of the Evening    |
| Michael Hanks         | Announcer                         | First Lady of the Evening    |
| Matt Adler            | George                            | Titan Man                    |
| Kelly Preston         | Violet                            | Titan Man                    |
| Ralph Bellamy         | Mr. Gower                         | Titan Man                    |
| Howard Hesseman       | Rupert King                       | Titan Man                    |
| Steve Cropper         | Customer                          | Titan Man                    |
| Chris Wolf            | Mascot Bip                        | Titan Man                    |
| Marc McClure          | Ray                               | Video Date                   |
| Russ Meyer            | Video Salesman                    | Video Date                   |
| Corinne Alphen        | Sharri                            | Video Date                   |
| Andrew Dice Clay      | Frankie                           | Video Date                   |
| Willard E. Pugh       | Speaking Cop                      | Video Date                   |
| Carrie Fisher         | Mary Brown                        | Reckless Youth               |
| Paul Bartel           | Doctor                            |                              |
| Herb Vigran           | Agent                             |                              |
| Tracy Hutchinson      | Floozie                           |                              |
| Mike Mazurki          | "Dutch"                           |                              |
| Frank Beddor          | Ken                               |                              |
| Robert Loggia         | General McCormick                 | The Unknown Soldier          |
| Bernie Casey          | Major General Hadley              | The Unknown Soldier          |
| Ronny Cox             | General Balentine                 | The Unknown Soldier          |
| Wallace Langham       | Private Anson W. Pucket           | The Unknown Soldier          |
| Jenny Agutter         | Cleopatra                         | Peter Pan Theatre            |
| Raye Birk             | Vanya                             | Peter Pan Theatre            |
| Mark Bringelson       | Theater Customer #1               | Peter Pan Theatre            |
| Victoria Ann Lewis    | Theater Customer #2               | Peter Pan Theatre            |
| Vivian Bonnell        | Theater Customer #3               | Peter Pan Theatre            |
| Kellye Nakahara       | Theater Customer #4               | Peter Pan Theatre            |

## Ontvangst
De film behaalde een score van 65% (20 recensies) op Rotten Tomatoes, met een gemiddelde waardering van 5,7/10. Op Metacritic kreeg de film een score van 42 op 100 (11 recensies), wat duidt op "gemengde of middelmatige recensies".
De meeste critici waren het erover eens dat de kwaliteit van de film inconsistent is. In een terugblik bestempelde Entertainment Weekly de film als "het begin van het einde van Landis' carrière".